# Гуннар Нордаль
Гуннар Нóрдаль[джерело?] (швед. Gunnar Nordahl,  у шведській вимові — Нурдаль; 19 жовтня 1921, Горнефорс, Швеція — 15 вересня 1995, Альгеро, Сардинія, Італія) — колишній шведський футболіст, нападник, знаменитий бомбардир, найбільш відомий своїми виступами за італійський клуб «Мілан» в 1949–1956 роках.

## Клубна кар'єра
Нордаль почав грати у футбол у юнацькому клубі «Гернефорс». В 1940 році почав виступати в чемпіонаті Швеції за клуб «Дегефорс», а через чотири роки перейшов до іменитішого «Норрчепінга». У складі цього клубу він чотири рази ставав чемпіоном Швеції; під час однієї з ігор чемпіонату забив сім м'ячів. Всього під час виступів у шведському чемпіонаті Гуннар відіграв 149 матчів, у яких забив 172 м'яча.
В той час у Швеції професійних футбольних клубів не існувало, і Нордаль за основним фахом працював пожежником; завдяки цьому факту його біографії пізніше італійські вболівальники прозвали його Il Pompiere (іт. «пожежник»).
22 січня 1949 року Нордаль почав професійну футбольну кар'єру, підписавши контракт з італійським «Міланом». Трохи пізніше до «Мілана» долучилися ще два шведських гравця, Гуннар Грен і Нільс Лідхольм, з якими Нордаль до того вже виступав у складі збірної Швеції. Шведські нападники склали у «Мілані» потужне атакуюче тріо «Гре-Но-Лі», яке швидко здобуло популярність серед італійських вболівальників своєю винятковою продуктивністю. За шість сезонів у складі «Мілана» Нордаль п'ять разів ставав найкращим бомбардиром сезону Серії А. Нордаль до сього дня залишається найкращим бомбардиром «Мілана» всіх часів, забивши в матчах клубу 221 м'яч (210 в матчах Серії А). У складі «Мілана» Нордаль двічі ставав чемпіоном Італії (в сезонах 1950-51 та 1954-55 роках), а також двічі вигравав Латинський кубок.
Нордаль відрізнявся чудовими фізичними кондиціями і високою швидкістю, і гравці, котрі намагалися зупинити його атаку на ворота, часто зазнавали пошкоджень. Однак при всій своїй фізичній потужності і силі Нордаль був також відомий винятково коректною грою; одного разу він навіть перервав свою атаку біля самих воріт, щоб допомогти гравцю команди-суперника, травмованому внаслідок невдалого зіткнення з ним.
В 1956 році Нордаль покинув «Мілан» і наступні два сезони грав за столичну «Рому», після чого завершив футбольну кар'єру. Всього в італійській Серії А Нордаль відіграв 291 матч, в якому забив 225 голів; на теперішній час він посідає друге місце в списку найкращих бомбардирів італійської вищої ліги (Серії А) всіх часів (поступаючись лише Сільвіо Піолі), і є найкращим іноземним бомбардиром серії. Також Нордаль утримує рекорд кількості голів, забитих протягом одного сезону: 35 голів в сезоні 1949-50.

## Національна збірна
Нордаль був вперше викликаний до збірної Швеції в 1945 році. В 1948 в складі збірної він брав участь у футбольному турнірі Олімпіади 1948 в Лондоні, на якому Швеція здобула золоті медалі. Перехід Нордаля до «Мілана» змусив його покинути лави збірної Швеції, позаяк футбольні правила того часу не дозволяли грати за збірну професійним футболістам. Всього за збірну Нордаль відіграв 33 матчі, в яких забив 43 гола, тобто по 1-2 гола в кожній грі.
Син Гуннара Нордаля Томас Нордаль — також успішний футболіст, який грав за збірну Швеції на чемпіонаті світу 1970 року.
Наприкінці життя Гуннар Нордаль працював в туристичному бізнесі, супроводжуючи групи шведських туристів до Італії. Під час однієї з таких поїздок він помер від інфаркту в місті Альгеро на Сардинії.

## Досягнення та нагороди
- Чемпіон Швеції: 1944-45, 1945-46, 1946-47, 1947-48
- Володар Кубка Швеції: 1945
- Володар «Золотого м'яча» як найкращий шведський футболіст 1947 року.
- Олімпійський чемпіон: 1948
- Найкращий бомбардир футбольного турніру Олімпійських ігор (1948 у складі збірної Швеції).
- Найкращий бомбардир сезону вищої ліги чемпіонату Швеції: 1942-43, 1944-45, 1945-46, 1947-48.
- Дворазовий чемпіон Італії (1950-51, 1954-55 у складі «Мілана»).
- Дворазовий володар Латинського Кубка (1951, 1956 у складі «Мілана»).
- П'ятикратний найкращий бомбардир сезону італійської Серії А (1949-50, 1950-51, 1952-53, 1953-54, 1954-55 у складі «Мілана»).
- Рекорд кількості голів, забитих у сезоні Серії А (35 в сезоні 1949/50 у складі «Мілану»).
- Другий серед найкращих бомбардирів Серії А всіх часів (225 голів в 291 матчі).